# Áronovec

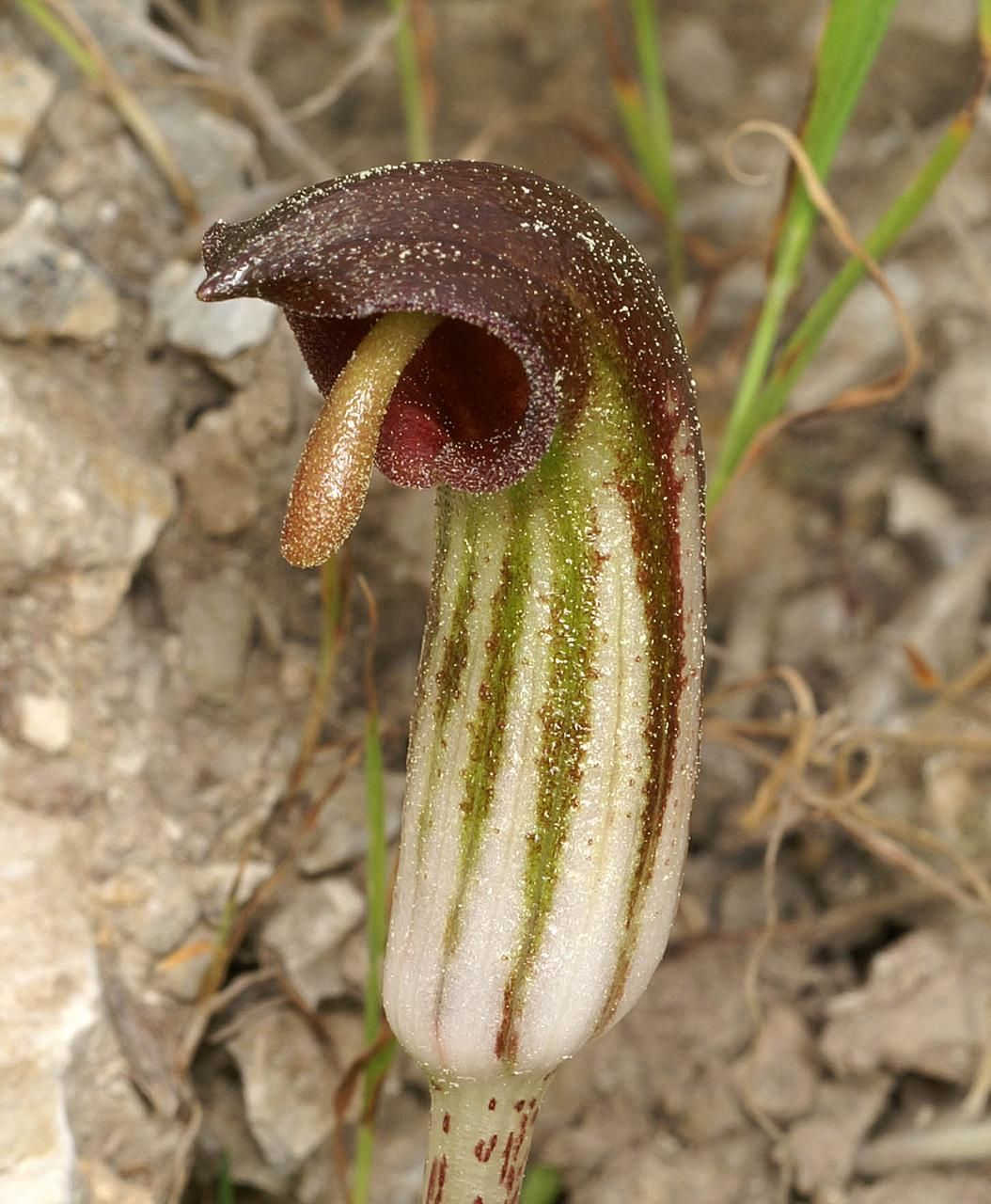
Detail květenství áronovce obecného

Áronovec (Arisarum), česky též křivuška, je rod vytrvalých bylin z čeledi árónovitých, kde je řazen do podčeledě Aroideae.

## Výskyt
Je to rostlina pocházející ze Středomoří a roste v jižní Evropě od Pyrenejského poloostrova přes Francii, Itálii až po Balkánský poloostrov a Turecko, v severní Africe od Maroka přes Alžírsko až po Egypt a na Blízkém východě v Libanonu, Sýrii a Izraeli. Vyskytuje se i na ostrovech ve Středozemním moři i na Kanárských a Azorských ostrovech. Roste v polostínu, ve vlhku, vyhovuje ji propustná půda. Ve střední Evropě neroste.

## Popis
Áronovec je hlíznatá trvalka dosahující výšky až 20 cm. Během nejteplejších období roku jsou listy i květenství zaschlá, žijí pouze podzemní hlízovité oddenky, pomoci kterých se rostlina i rozrůstá. Pokud během vegetace půda příliš vyschne, rostlina zatáhne.
Má dužnaté řapíkaté, jednoduché, vzpřímené listy, jejichž tvar je rozlišovacím znakem mezi jednotlivými druhy v období bez květů. Každý list vyrůstá na samostatném řapíku přímo z oddenku a bývá dlouhý 10 až 18 cm a široký 6 až 8 cm, mívá drobné tmavé skvrny.
Jednopohlavné květy bez okvětí jsou uspořádány do květenství spadix–protáhlé květní palice zobanovitého tvaru obklopené kornoutovitým toulcem. Stonek palice má barevné skvrny a samotný toulec je výrazně pruhovitě zbarvený. Samičí květy jsou přisedlé ve spodní části palice, výše jsou samčí květy, mezi nimi je prstenec neplodných květů. Horní konec palice je tvořen zakrslými květy. Samčí květ má jednu tyčinku s prašníkem, samičí květ má pestík a semeník s jedním vajíčkem. Rostliny vykvétají od října do dubna. Plody jsou drobné nazelenalé tobolky.

## Druhy
Áronovec se dělí do třech druhů, které se odlišují tvarem listů a květů.
- Arisarum proboscideum (L.) Savi, 1816 – toulec je na horním konci uzavřen a je prodloužen do tenkého výběžku (myší ocásek), květenství je pod listy.
- Arisarum vulgare O. Targ. Tozz., 1810 – toulec s pruhy bledě zelenými je na konci otevřený, květenství je v úrovni nebo nad listy.
- Arisarum simorrhinum Durieu, 1846 – toulec s pruhy fialově hnědými až purpurovými je na konci otevřený, květenství je pod listy.[6][7]

## Zástupci
- áronovec obecný (Arisarum vulgare)[2]

## Použití
V Tunisku se v době hladomoru hlízy, které obsahují až 70 % škrobu, suší, melou a přimíchávají do obilné mouky. Nadměrné požití však způsobuje intoxikaci. Celá rostlina obsahuje velké množství kyseliny šťavelové.